# Некрономикон
Некрономикон је књига магије, која се најчешће спомиње у хорор филмовима и причама Хауарда Филипса Лавкрафта. Први пут је споменута 1924. у Лавкрафтовој причи Гонич. Књига је убрзо постала мит, јер се и у јавности створила претпоставка да књига заиста постоји. 
За њу се каже да је књига за коју сви знају, али је нико није видео. Сматра се да су јој корице од људске коже, да је исписана крвљу на пергаменту и да у себи садржи све могуће магије и чаролије. Онај ко само и завири у њу може постићи вртоглав успех, али може га и прогутати паклени мрак уколико би власник књиге открио ко му ју је дирао.

## Историја
За оснивача књиге се сматра „Луди Арапин” Абдул Алхазред, који је живео у 8. веку и кога је Х. Ф. Лавкрафт споменуо годину дана раније у својој причи Безимени град. Писци Огаст Дерлет и Кларк Ештон Смит цитирали су Некрономикон у својим делима. Временом је за књигу почело да се верује да је толико моћна да чак и онај ко је чита, понекад може да осети њено штетно дејство. Сматра се једном од најмоћнијих, ако не и најмоћнијом, књигом сенки, односно гримоаром. Једина могућа одбрана од ове књиге је у Цркви Христовој (молитва, Свете Тајне, Свето Писмо, Псалтир).

## Каснија појављивања
Након смрти Х. Ф. Лавкрафта књига је почела све чешће да се појављује у хорор филмовима. У филмском серијалу Зла смрт, главни протагониста Еш Вилијамс покушава да је уништи, а појављује се и у филмском серијалу Петак 13. у последњем 9. делу, који носи назив Џејсон иде у пакао, где се приказује у кући породице Ворхис. Појављује се и у неколико стрипова, од којих је најпознатији серијал стрипова Фреди против Џејсона против Еша, у чијем је последњем делу, под називом Ратници кошмара, главна протагонисткиња из филмског серијала Страва у Улици брестова, Ненси Томпсон, успела да растумачи записе Некрономикона и пошаље Фредија и Џејсона у пакао.